# François-Auguste Mignet

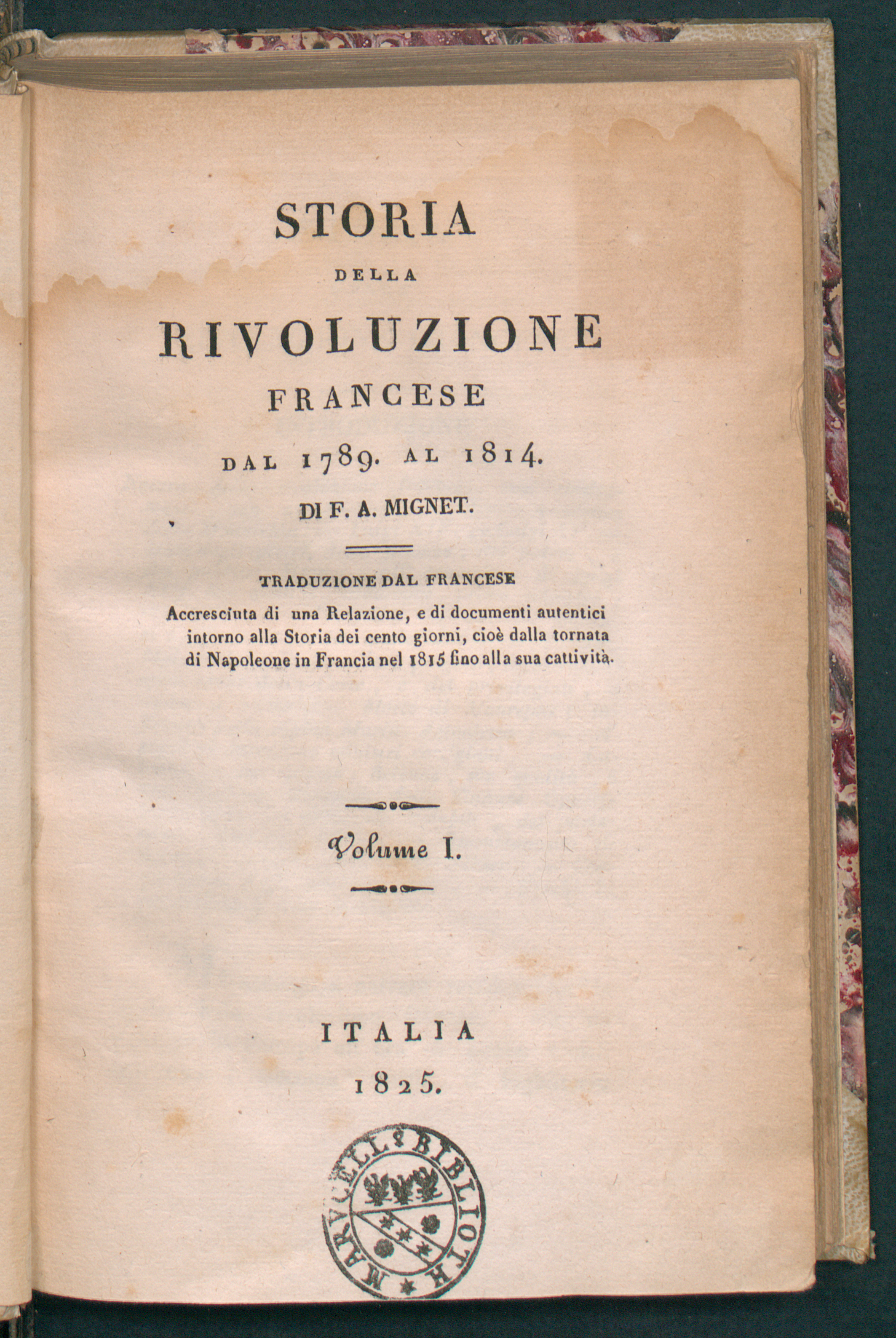
Histoire de la Révolution française depuis 1789 jusqu'en 1814. Edizione italiana, 1825. Da BEIC, biblioteca digitale

Alexis-François-Auguste Mignet (Aix-en-Provence, 8 maggio 1796 – Parigi, 24 marzo 1884) è stato uno scrittore, storico, giornalista e consigliere di Stato francese.

## Biografia
Mignet fu l'unico figlio maschio di un fabbro del Poitou e di una donna che sopravvisse quarantacinque anni al marito, instaurando col figlio un rapporto strettissimo che incise probabilmente sulla sua decisione di non sposarsi mai. Crebbe assieme alle tre sorelle in Provenza, venendo in contatto con le idee liberali dei frequentatori dell'atelier paterno. Studente brillante, si aggiudicò una borsa di studio per il Liceo Imperiale di Avignone, e completò gli studi nel 1814. Rinunciò alla carriera militare per provvedere al sostentamento delle sorelle; insegnò quindi storia per un anno al liceo di Avignone. L'anno dopo tornò ad Aix per iscriversi alla facoltà di Giurisprudenza.
All'università conobbe Adolphe Thiers, cui sarà legato da fraterna amicizia per tutta la vita. Mostrò presto grandi doti di storico: una raccolta di saggi pubblicata con il titolo De la Féodalité, des instituions de Saint-Louis, gli valse da parte dell'Académie des inscriptions et belles-lettres parigina un premio di 750 franchi all'età di ventiquattro anni. Consigliere di Stato, fu direttore degli archivi al ministero degli Affari Esteri sotto Luigi Filippo.
Operò particolarmente nel giornalismo, essendo successivamente o simultaneamente redattore del quotidiano Le Constitutionnel, del Courrier français, del bimensile la Revue des Deux Mondes, del Journal des sçavans, e con Thiers e Carrel fondò Le National. Figurò tra i firmatari della protesta dei giornalisti contro la legge sulla stampa (26 luglio 1830).
Come scrittore e storico, gli si deve in modo particolare una Storia della Rivoluzione francese (1824).
Altre sue opere famose sono:
- Introduzione alla storia della successione di Spagna (1843)
- Charles Quint, son abdication, son sejour, et sa mort au monastère de Yuste (Carlo V, la sua abdicazione, il suo soggiorno, e la sua morte al monastero di Yuste) (1845);
- Antonio Pérez et Philippe II (Antonio Pérez e Filippo II) (1845);
- Histoire de Marie Stuart (Storia di Maria Stuarda) (2 volumi, 1851) che Mignet scrisse basandosi su documenti inediti presi principalmente dagli archivi Simancas; Edizione it. a cura di Franco Invernizzi - Milano, Aurora, 1936.
- Histoire de la rivalité de François I et de Charles Quint (Rivalità tra Francesco I e Carlo V) (1875).

Fu membro dell'Académie des sciences morales et politiques fin dalla sua ricostituzione nel 1832, e ne diventò segretario a vita nel 1836. Sostenuto da Thiers, venne eletto all'Académie française, il 29 dicembre 1836 e vi siederà per circa 48 anni.

## Curiosità
- Secondo alcuni storici (Yvonne Knibiehler, Beth Archer Brombert, Luigi Severgnini, ecc.) François-Auguste Mignet avrebbe avuto una relazione sentimentale con la principessa Cristina Trivulzio di Belgiojoso, in quel tempo esule a Parigi, da cui sarebbe nata, alla fine del 1838, la sua unica figlia Maria. Dietro congruo compenso, il principe Emilio Barbiano di Belgiojoso, marito di Cristina, accettò di riconoscerla come figlia propria, per evitare lo scandalo.